# Kim Nielsen
Pour les articles homonymes, voir Nielsen.
Kim Nielsen  (né le 16 janvier 1986) est un coureur cycliste danois.

## Palmarès sur piste

### Championnats d'Europe
- Valence 2004
  -  Médaillé d'argent du scratch juniors

### Championnats du Danemark
- 2003
  -  Champion du Danemark de poursuite par équipes juniors (avec Casper Jørgensen, Christian Knørr, Bo Strand Olsen et Michael Færk Christensen)
  -  Champion du Danemark de vitesse juniors
- 2004
  -  Champion du Danemark de vitesse juniors
  -  Champion du Danemark du kilomètre juniors

## Palmarès sur route

### Par année
- 2007
  - 3e, 4e et 5e étapes du Tour de la mer de Chine méridionale
- 2008
  - 3e étape de l'Istrian Spring Trophy
  - 5e étape du Tour de Berlin

### Classements mondiaux
| Année         | 2008 | 2009 |
| ------------- | ---- | ---- |
| UCI Asia Tour | 102e | 221e |